# Opel Omega
 (février 2011).
 (septembre 2023).
Si vous disposez d'ouvrages ou d'articles de référence ou si vous connaissez des sites web de qualité traitant du thème abordé ici, merci de compléter l'article en donnant les références utiles à sa vérifiabilité et en les liant à la section « Notes et références ».
Il existe également la Oldsmobile Omega, un véhicule différent qui a été produit pendant les années 1970 et 1980.
L'Opel Omega était une voiture produite par le constructeur automobile allemand Opel entre 1986 et 2003. Remplaçant l'Opel Rekord et comme elle produite à Rüsselsheim, elle fut élue voiture européenne de l'année 1987. Le modèle connut deux générations, la A et la B, le passage de l’une à l’autre se situant en 1993.
Au Royaume-Uni, au Benelux, en Suisse, en Allemagne et en Italie, l'Omega fut très utilisée dans la police et le transport de personnalités officielles.
La production de l'Omega s’arrête en 2003 ; cette dernière est remplacée par l'Opel Signum.
Attention : la suite de l’article résulte d’une traduction automatique de l’anglais. Elle comporte donc de nombreuses tournures et expressions incorrectes, voire inexistantes en français.

## Opel Omega A

### Développement
L'Omega A est entrée en production en septembre 1986 pour remplacer l'Opel Rekord, qui avait été mise en production depuis 1978. Les ventes ont commencé en novembre. La carrosserie a été conçue comme une évolution du design chez Opel, conçues pour un aérodynamisme révolutionnaire, à cause des prix élevés du carburant et de l'entraînement général vers l'économie de carburant. Le résultat fut remarquable: un coefficient de traînée de 0,28 (0,32 pour le Caravan). Coût total du programme de développement: 2 milliards de Deutsche Mark[réf. nécessaire].
Comparée à la Rekord, l'Omega a reçu plusieurs avancées technologiques de sa génération, qui étaient en partie nouvelles pour Opel, si ce n'est pour sa classe. Il s'agit notamment de la gestion électronique du moteur, ABS, ordinateur de bord (affichant diverses informations telles que la consommation de carburant momentanée ou la vitesse moyenne), la boîte à gants climatisée et même du tableau bord LCD (disponible dans une version de 1987 mais qui a disparu en 1991). Plus important encore, l'Omega bénéficie d'un système d'auto-diagnostic (caractéristique standard de nos jours), dont les données pourraient être lues convenablement par des spécialistes équipés.

### Motorisation
| Moteur             | Disposition | Puissance max. | Couple max. | Années de production                   |
| ------------------ | ----------- | -------------- | ----------- | -------------------------------------- |
| 18NV 1.8i 8V       | l4          | 82 ch          | 135 N m     | 1986-1987                              |
| 18SV 1.8           | l4          | 89 ch          | 148 N m     | 1986-1987                              |
| E18NVR 1.8S        | l4          | 87 ch          | 143 N m     | 1987-1990                              |
| 18SEH 1.8i         | l4          | 114 ch         | 160 N m     | 1986-1992                              |
| C20NEJ 2.0i        | l4          | 98 ch          | 170 N m     | 1990-1993                              |
| C20NEF 2.0i        | l4          | 100 ch         | 158 N m     |                                        |
| C20NE 2.0i         | l4          | 114 ch         | 170 N m     | 1986-1993                              |
| 20SE 2.0i          | l4          | 120 ch         | 175 N m     | 1986-1987                              |
| C24NE 2.4i         | l4          | 123 ch         | 195 N m     | 1988-1993                              |
| C26NE 2.6i         | l6          | 150 ch         | 220 N m     | 1990-1993                              |
| C30LE 3.0i         | l6          | 154 ch         | 230 N m     | 1986-1988                              |
| 30NE 3.0i          | l6          | 177 ch         | 240 N m     | 1986-1990                              |
| C30NE 3.0Si        | l6          | 177 ch         | 240 N m     | 1990-1993                              |
| C30SEJ 3.0i 24V    | l6          | 197 ch         | 265 N m     | 1990-1993                              |
| C30SE 3000 24V     | l6          | 204 ch         | 270 N m     | 1989-1993 (Omega 3000)                 |
| C30XEI 3.0 Evo 500 | l6          | 227 ch         | 280 N m     | 1991-1993 (Irmscher for Omega Evo 500) |
| 36NE 3.6i 12V      | l6          | 197 ch         |             | (Irmscher)                             |
| C36NE 3.6i 12V     | l6          | 194 ch         |             | (Irmscher)                             |
| C36NEI 3.6i 12V    | l6          | 197 ch         |             | (Irmscher)                             |
| C40SE 4.0i 24V     | l6          | 272 ch         | 395 N m     | 1991-1992 (Irmscher)                   |
| C36GET 3.6i 24V    | l6          | 377 ch         | 557 N m     | 1991-1992 (Omega Lotus)                |

| Moteur       | Disposition | Puissance max. | Couple max. | Années de production |
| ------------ | ----------- | -------------- | ----------- | -------------------- |
| 23YD 2.3 D   | l4          | 72 ch          | 138 N m     | 1986-1993            |
| 23YDT 2.3 TD | l4          | 89 ch          | 190 N m     | 1986-1988            |
| 23DTR 2.3 TD | l4          | 100 ch         | 218 N m     | 1988-1993            |

### Finitions et variantes spéciales
Les quatre niveaux de finition sont de base LS, GL, GLS et CD (du moins au plus cher). La LS de base était clairement destinée au marché des flottes avec la berline. Elle n'est pas disponible pour les clients individuels dans certains marchés. L'Opel Omega Caravan LS était aussi disponible en fourgon avec des vitres latérales arrière recouvertes par la couleur de la carrosserie en aluminium plutôt que par des panneaux solides.
Pour l'année 1991, l'Omega A a bénéficié d'un lifting, qui englobait de légères modifications aux carénages avant et arrière, ainsi que des matériaux d'intérieur. Les moteurs de base jusqu'aux 1,8 L ont été abandonnés. Les finitions LS et GLS ont également été abandonnées, tandis que le CD a été rejoint par le Club Diamant et CD.
- Omega Diamant

Cette option a été introduite en 1988 et pouvait être ajoutée sur la GLS, LS et version CD trim. Elle comprenait des jantes en alliage, une peinture métallisée, vitres teintées, chaîne stéréo avec lecteur de cassette, garnitures en cuir diverses à l'intérieur ainsi que la calandre et les rétroviseurs peints. Ce niveau de finition s'étant bien vendu l'option a été conservée après le lifting et un système similaire avec le même nom a été utilisé pour l'Omega B.
- Omega 3000 / Carlton GSi 3000

L'Opel Omega 3000 a été la version sportive de la gamme. Il présentait un 6 cylindres en ligne de 3 litres à 12 soupapes, qui délivre 177 ch (132 kW). D'autres modifications du modèle de base comprend une suspension abaissée et différentiel à glissement limité, ainsi que différents carénages et un aileron arrière. La voiture avait une vitesse de pointe de 223 km/h, et le 0-100 km/h et effectué 8,8 secondes.
En 1989, l'Omega 3000 a été améliorée. Le moteur passe à 24 soupapes, deux arbres à cames et un collecteur d'admission variable. La puissance augmente à 204 ch (150 kW), la vitesse de pointe passe à 241 km/h, et le 0-100 km/h a chuté à 7,6 secondes. Dans les pays où la voiture a été vendue comme une Vauxhall, l'Omega 3000 a été appelé Carlton GSi 3000.
- Omega Evolution 500

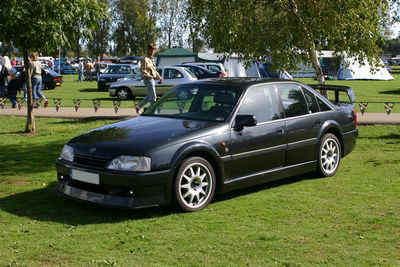
Opel Omega 500

Ce modèle a été produit en série limitée en collaboration avec Irmscher. Il a été construit afin qu'Opel puisse rivaliser dans le DTM. La voiture avait un 3 litres 6 cylindres en ligne développant 230 ch qui lui permet d'abattre le 0-100 km/h en 7,5 secondes avec une vitesse de pointe de 235 km/h.
La version de course avait 380 ch, le 0 à 100 km/h est effectué en 5 secondes, et pouvait atteindre près de 300 km/h. Elle n'a cependant pas obtenu un grand succès.
- Lotus Omega

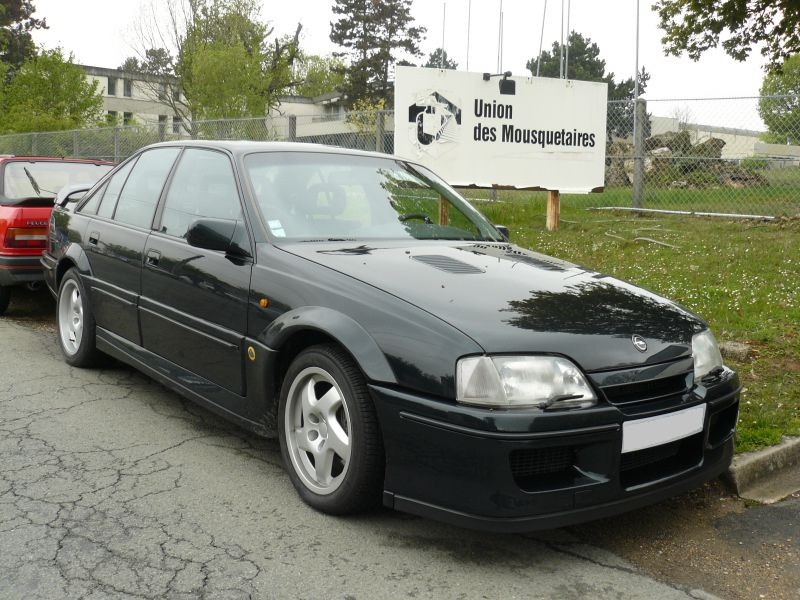
Opel Omega Lotus

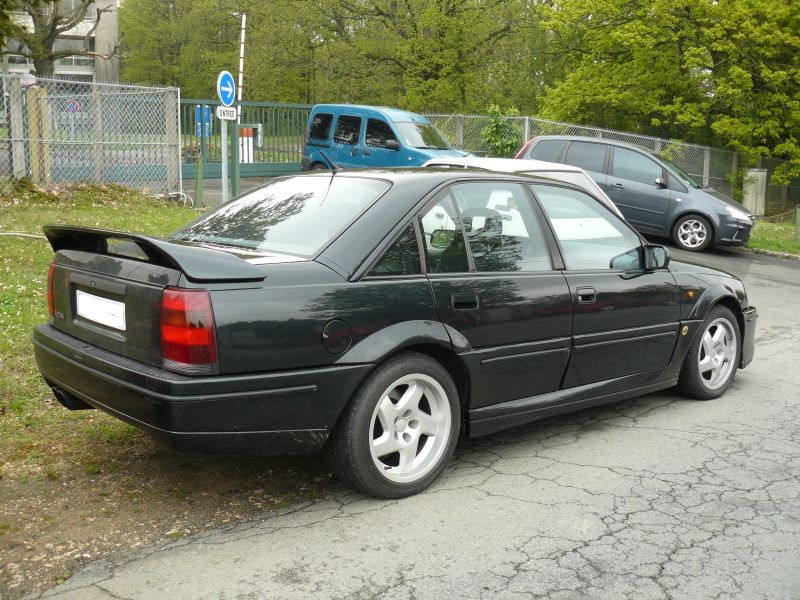
Opel Omega Lotus

En 1989, une version performante a été construite en coopération avec Lotus. La voiture a été nommée Opel Omega Lotus ou Vauxhall Lotus Carlton.
La voiture a été construite en utilisant une grande variété de pièces auprès des fournisseurs de GM et d'autres constructeurs automobiles. Le moteur était un 3 litres à 24 soupapes, fabriqué par Lotus. Lotus a ajouté un vilebrequin plus long, donnant au moteur sa capacité totale de 3,6 litres. Deux turbocompresseurs Garrett T25 ont été installés, avec un intercooler. La gestion moteur a également été revue et l'allumage a été changé au profit d'un AC Delco (le même système que celui monté sur la Lotus Esprit). Le résultat : un moteur de 377 ch. L'Omega a également obtenu un plus grand différentiel d'origine Holden avec un LSD 45 %, et la boîte de vitesses a été changée pour la boîte de vitesses manuelle à 6 vitesses ZF de la Corvette ZR1. Les pneus sont en monte d'origine Goodyear et peuvent être reconnus par la lettre grecque Ω (Omega) sur le côté. La vitesse maximale est 280 km/h. Ce fut un fait peu populaire à l'époque, la plupart des autres constructeurs automobiles allemands produisant des voitures rapides et puissantes et commencé déjà à mettre des limiteurs de vitesse pour limiter leurs voitures à 250 km/h. La voiture abat le 0 à 100 km/h en 5,3 secondes, le 0 à 160 km/h est atteint en 11,5 secondes.

## Opel Omega B
L'Opel Omega B est arrivée sur les marchés en 1994. Un design extérieur moderne est facilement distinguable de l'Omega A. La gamme de moteurs a été revisitée

### Moteurs
| Moteur          | Disposition | Puissance max. | Couple max. | Années de production |
| --------------- | ----------- | -------------- | ----------- | -------------------- |
| X20SE 2.0i 8V   | l4          | 114 ch         | 172 N m     | 1994-1999            |
| X20XEV 2.0i 16V | l4          | 134 ch         | 185 N m     | 1994-1999            |
| X25XE 2.5i 24V  | V6          | 168 ch         | 227 N m     | 1994-2000            |
| X30XE 3.0i 24V  | V6          | 208 ch         | 270 N m     | 1994-2000            |

| Moteur             | Disposition | Puissance max. | Couple max. | Années de production |
| ------------------ | ----------- | -------------- | ----------- | -------------------- |
| X20DTH 2.0 DTI 16V | l4          | 100 ch         | 205 N m     | 1998-2000            |
| 25TD 2.5 TD        | l6          | 130 ch         | 250 N m     | 1994-2000            |
| X25TD 2.5 TD       | l6          | 130 ch         | 250 N m     | 1996-2000            |

En matière d'équipements 3 niveaux sont disponibles: GL, CD, et MV6 qui permettent d'accéder selon les millésimes à un différentiel à glissement limité, un correcteur d'assiette arrière, des projecteurs à décharge, une climatisation à régulation automatique ou pas, un chargeur CD, un téléphone, un système de navigation et 4 airbags.
À partir de juillet 1996, la sonde de température d'air a été remplacée par un débitmètre d'air. Cette modification engendre une évolution de l'appellation moteur qui devient X25TD.
Défauts communs
Le moteur V6 est sujet à un défaut, à cause de la courroie de distribution, les intervalles de service initiaux, fixés à 128 747,52 km pour le remplacement de la courroie crantée a été revu à la baisse à 64 373,76 km. En raison du fait que le moteur est d'une conception récente, la rupture de cette composante peut entraîner des sérieux dommages au moteur.

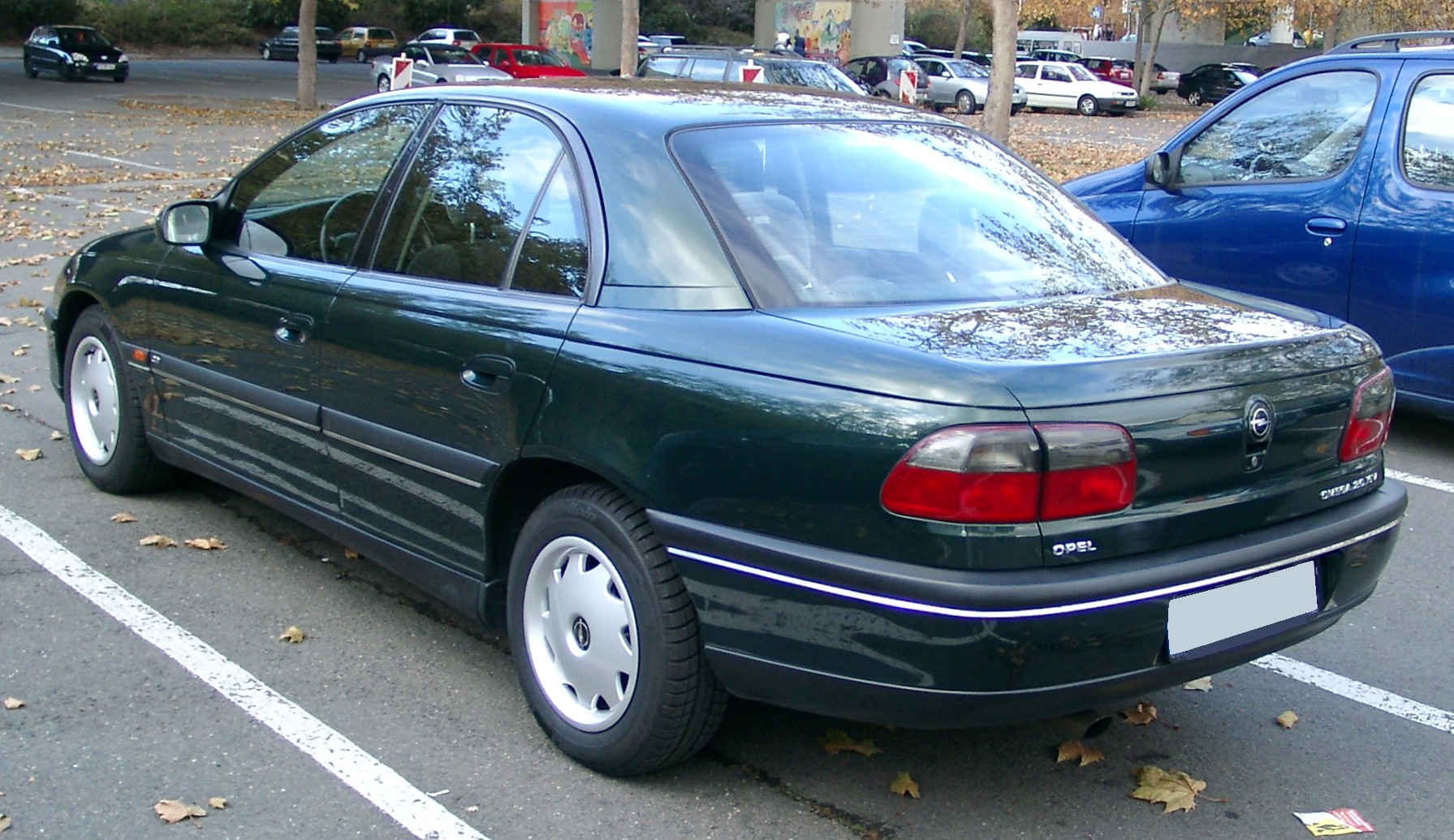
Arrière d'une Opel Omega B

## Opel Omega B2
L'Opel Omega B FL a remplacé le modèle précédent à l'automne 1999. Il n'y avait aucun changement significatif dans la carrosserie, cependant beaucoup de détails ont été revus.
Modifications extérieures:
- Restyling des faces avant et arrière

Changements à l'intérieur:
- Nouvelle console centrale,
- ESP
- Système d'assistance au freinage

Les niveaux d'équipements sont, à cette occasion, rebaptisés élégance et exécutive.

### Moteurs
Fin 1999, l'Omega a reçu un lifting et un 2,2 litres à 16 soupapes qui été ajouté à la gamme comme un remplacement éventuel de la 2 litres.
L'année suivante, un V6 3,2 litres a remplacé le V6 3 litres, et un V6 de 2,6 litres a remplacé le V6 2,5 litres.
En 2001, un tout nouveau moteur Diesel 2,5 L DTI d'origine BMW, avec le système Common Rail.

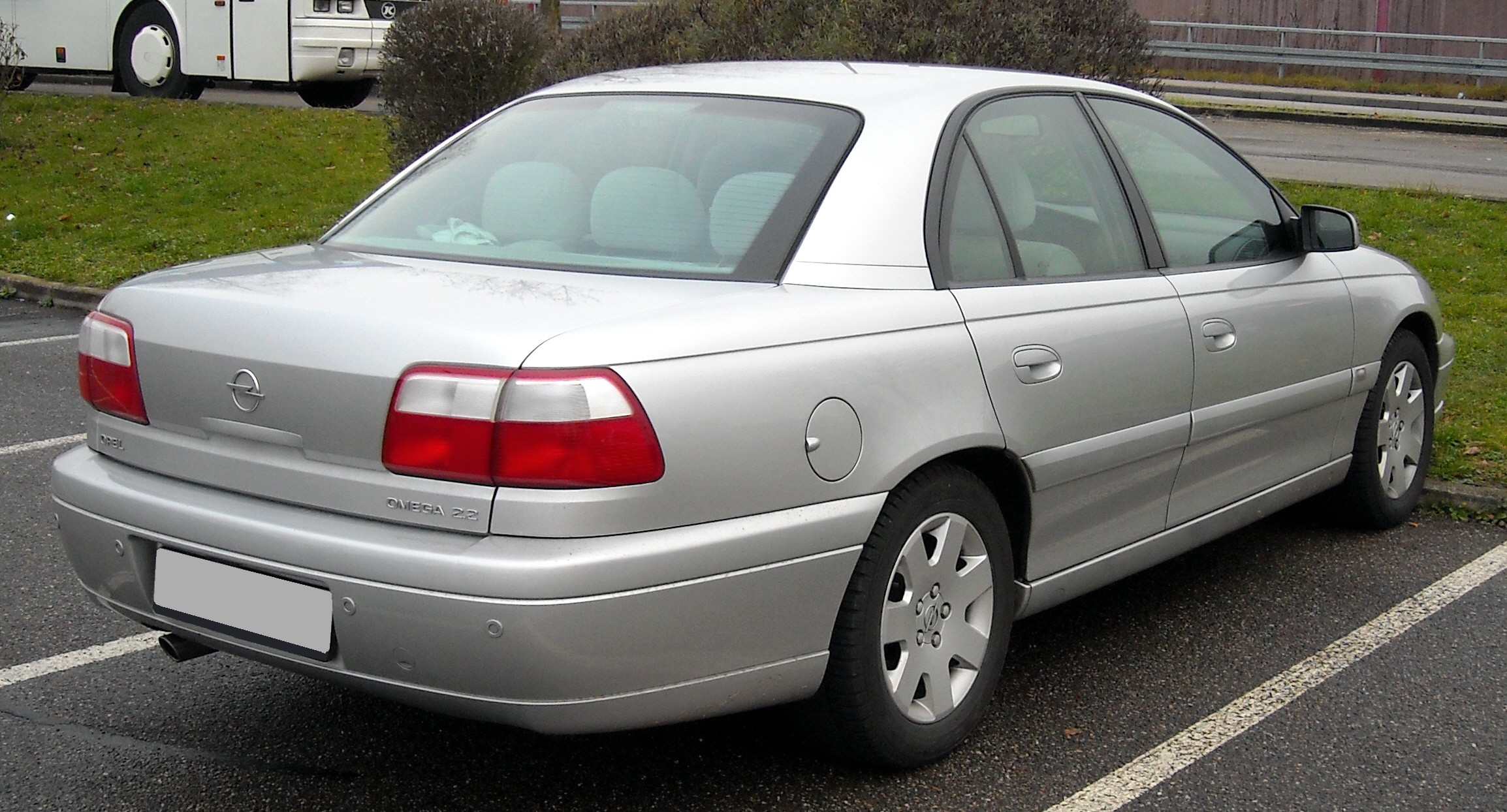
Arrière d'une Opel Omega B2

| Moteur          | Disposition | Puissance max. | Couple max. | Années de production |
| --------------- | ----------- | -------------- | ----------- | -------------------- |
| X20XEV 2.0i 16V | l4          | 134 ch         | 185 N m     | 1994-1999            |
| Y22XE 2.2i 16V  | l4          | 143 ch         | 205 N m     | Jusqu'à 2000         |
| Z22XE 2.2i 16V  | l4          | 143 ch         | 205 N m     | 2001-2003            |
| X25XE 2.5 24V   | V6          | 170 ch         | 227 N m     | 1994-2000            |
| Y26SE 2.6 24V   | V6          | 180 ch         | 240 N m     | 2001-2003            |
| X30XE 3.0 24V   | V6          | 208 ch         | 270 N m     | 1994-2000            |
| Y32SE 3.2 24V   | V6          | 215 ch         | 290 N m     | 2001-2003            |

| Moteur             | Disposition | Puissance max. | Couple max. | Années de production |
| ------------------ | ----------- | -------------- | ----------- | -------------------- |
| Y22DTH 2.2 DTI 16V | l4          | 118 ch         | 280 N m     | 2000-2003            |
| X25DT 2.5 TD       | l6          | 131 ch         | 250 N m     | 1994-2000            |
| Y25DT 2.5 DTI      | l6          | 148 ch         | 300 N m     | 2001-2003            |

## Opel Omega V8 (prototype)
Opel a créé l'Omega V8 dans le but de rivaliser avec BMW série 5 et Mercedes Classe E. Opel a décidé de mettre un moteur V8 pour le modèle phare de la marque. Il y a eu des prototypes de la version berline et break (équipés de systèmes multimédias, et nommé V8.com).

### Omega V8.com
Le prototype V8.com a été conçue pour être un « bureau mobile », il a été construit sur le break Omega qui a été allongé de 130 mm, afin d'offrir plus d'espace pour les passagers et d'équipements supplémentaires; la banquette arrière est séparée par un écran LCD de 24 cm pour tous les passagers, avec un accès internet et est intégrée une vidéo conférence téléphonique avec des caméras mobiles du système séparé et micros aux passagers avec un fonctionnement mains libres. En outre, la voiture était équipée de phares au xénon, et Frontlighting System Advanced (AFS), automatiquement adjuststable aux conditions de route.
Le véhicule est propulsé par un GM LS1 moteur V8.
La Voiture a été présentée au Salon de Francfort de 1999.

### Omega V8
Opel a décidé de mettre à niveau son modèle phare Omega avec de puissants moteurs GM LS1 V8 utilisés dans la Chevrolet Corvette.
Contrairement à ce qui était le V8.com concept-car, ce modèle a été prévu d'aller dans la production en série.
Omega V8 a été montrée publiquement pour la première fois au 70e Salon de Genève (2 mars - 12 mars 2000). Une version à moteur V8 a été mise en vente à l'automne 2000.
Annulation
Les raisons de l'annulation des plans de production ont été des préoccupations quant à savoir si le moteur a été vollgasfest (en allemand, résistant pleins gaz) le moteur pourrait surchauffer et être endommagé si chassés à plat sur l'autoroute pendant de longues périodes de temps.

## L'Omega sur différents marchés

### Royaume-Uni

#### VauxhallCarlton
Au Royaume-Uni, l'Opel Omega A a été commercialisée comme la seconde génération de Vauxhall Carlton (la première génération de Vauxhall Carlton avoir été un ré-abrégé Opel Rekord E2), et la génération Omega B comme Vauxhall Omega.

### Amérique

#### ChevroletOmega
L'Omega a été construite et vendue au Brésil badgée comme une Chevrolet Omega et Chevrolet Omega Suprema (l'équivalent Opel Omega Caravan), mais ce nom est maintenant utilisé pour importer l'Holden Commodore.

### Australie

#### Holden Commodore
La plate-forme de l'Omega B était fortement modifiée et élargie à la base de la Holden Commodore australienne et de la Holden Commodore VX.

## Fin de l'Opel Omega
L'Opel Omega s'est avérée être une voiture réussie, étant fiable et durable, après le dernier lifting elle était également très moderne, néanmoins, deux années depuis l'introduction de Opel Omega B FL, Opel stoppe la production de ce modèle, sans montrer un éventuel successeur. Le 25 juin 2003, la production de l'Omega B FL est montée à 797 011. Son dernier moteur était le V6 de 3,2 litres, il a été le dernier véhicule de ce modèle à être construit à Rüsselsheim.